# Blackwater (Arizona)
Pour les articles homonymes, voir Blackwater.
Blackwater est une census-designated place dans le comté de Pinal en Arizona. Elle est située au sein de la réserve indienne de Gila River au sud de la région métropolitaine de Phoenix. En 2010, sa population s'élève à 504 habitants.

## Démographie
| 1990 | 2000 | 2010  | - | - | - |
| ---- | ---- | ----- | - | - | - |
| 400  | 504  | 1 062 | - | - | - |